# Penaforte
Penaforte är en kommun i Brasilien.   Den ligger i delstaten Ceará, i den östra delen av landet, 1 300 km nordost om huvudstaden Brasília. Antalet invånare är 8 226.
Omgivningarna runt Penaforte är huvudsakligen savann. Runt Penaforte är det ganska glesbefolkat, med 23 invånare per kvadratkilometer.